# باسكال آربالو
باسكال آربالو (بالفرنسية: Pascale Arbillot)‏ هي ممثلة فرنسية، ولدت في 17 أبريل 1970 في فرنسا.

## وصلات خارجية
- باسكال آربالو على موقع IMDb (الإنجليزية)
- باسكال آربالو على موقع روتن توميتوز (الإنجليزية)
- باسكال آربالو على موقع ألو سيني (الفرنسية)
- باسكال آربالو على موقع أول موفي (الإنجليزية)
- باسكال آربالو على موقع قاعدة بيانات الأفلام السويدية (السويدية)
- باسكال آربالو على موقع قاعدة بيانات الفيلم (الإنجليزية)
- باسكال آربالو على موقع كينوبويسك (الروسية)